# Zeev Nehari
Zeev Nehari, nascido Willi Weissbach (Berlim, 2 de fevereiro de 1915 — 1 de setembro de 1978), foi um matemático israelense.
Trabalhou com funções univalentes e equações diferenciais e integrais.

## Publicações selecionadas
- Weissbach, Willi (1941), On certain classes of analytic functions and the corresponding conformal representations, Summary of a thesis, Hebrew University, Jerusalem, MR0017371
- Nehari, Zeev (1949), «The Schwarzian derivative and schlicht functions», Bulletin of the American Mathematical Society, ISSN 0002-9904, 55: 545–551, doi:10.1090/S0002-9904-1949-09241-8, MR0029999
- Nehari, Zeev (1968), Introduction to complex analysis, Revised edition, Boston, Mass.: Allyn and Bacon Inc., MR0224780
- Nehari, Zeev (1975) [1952], Conformal mapping, ISBN 978-0-486-61137-2, New York: Dover Publications, MR0377031